# HyperSPARC

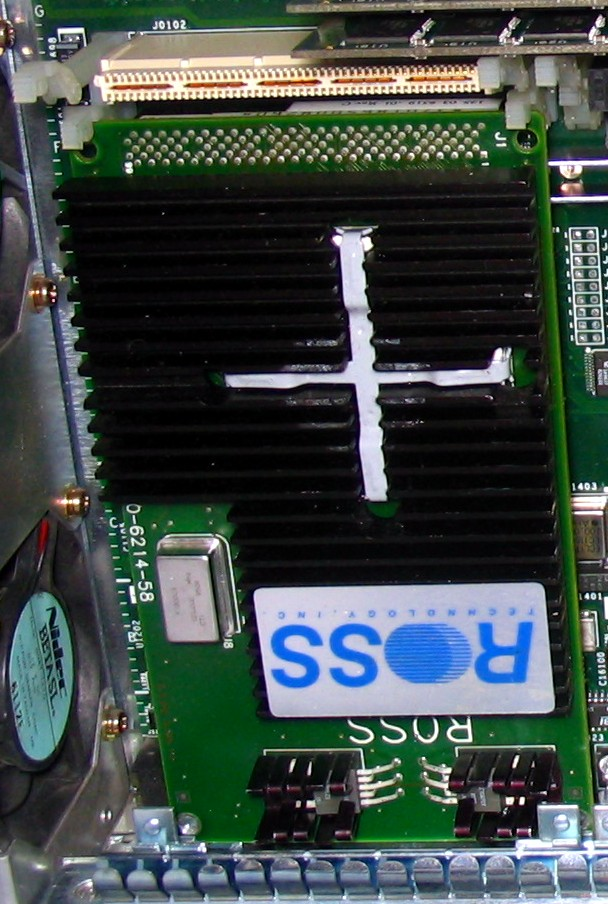
Le micro-processeur HyperSPARK.

L'HyperSPARC est un micro-processeur développé par Raju Vegesna de Ross Technology pour Cypress Semiconductor. Il implémente la version 8 du jeu d'instructions SPARC. Il a été mis sur le marché en 1993 pour concurrencer le SuperSPARC de Sun Microsystems. Quand Fujitsu racheta Ross à Cypress, ce processeur fut considéré par son nouveau propriétaire comme plus important que le SPARC64 de HAL Computer Systems, une autre division de Fujitsu, une vision partagée par les analystes.

## Description
L'HyperSPARC était un processeur superscalaire de degré 2. Il avait quatre unités d'exécution : une pour les calculs entiers, une pour les calculs en virgule flottante, une Unité load-store et une pour les branchements. Il avait un cache intégré de 8 ko, d'où deux instructions par cycle étaient lues et décodées à chaque opération. Le décodeur ne pouvait pas décoder de nouvelles instructions tant que les instructions précédentes n'étaient pas envoyées aux unités d'exécution.
Le banc de registres entier contenait 136 registres, ce qui fournissait huit fenêtres de registres comme défini dans le jeu d'instruction SPARC. Il avait deux ports d'entrée/sorties. L'unité des calculs entiers avait un pipeline à quatre étages, deux d'entre eux rajoutés pour avoir le même nombre d'étages que celui des opérations en virgule flottante. Les multiplications et divisions d'entiers, introduites dans la version huit du jeu d'instructions SPARC, avaient une latence de 18 et 37 cycles respectivement, et paralysaient le pipeline jusqu'à la fin de leur exécution.
Il était disponible en version multiprocesseur sur des systèmes à base de bus MBus.

### Électronique
L'HyperSPARC contenait 1,2 million de transistors. Il était fabriqué par Cypress avec un procédé CMOS à deux couches de métal de 0,65 µm. Les versions ultérieures du processeur avaient plus de transistors à cause de nouvelles fonctionnalités, et ont été adaptées à de nouveaux procédés de fabrication. Elles étaient faites par Fujitsu, sauf les dernières versions, fabriquées par NEC.

### Packaging
L'HyperSPARC était packagé en version MCM céramique dans un boîtier PGA.

## Chipsets
L'hyperSPARC utilisait le chipset SparcSet de Cypress introduit fin juillet 1992. Il était développé par une start-up de Santa Clara appelée Nimbus Technologies, Cypress s'occupant du design. SparcSet était aussi compatible avec d'autres processeurs SPARCs.
- (en) Cet article est partiellement ou en totalité issu de l’article de Wikipédia en anglais intitulé « hyperSPARC » (voir la liste des auteurs).